# 上海话剧艺术中心
上海话剧艺术中心，是一家上海市的话剧公司，由上海人民艺术剧院和上海青年话剧团在1995年1月23日合并而成。

## 沿革
1950年，夏衍、黄佐临和吕复等在上海市建立上海人民艺术剧院。1957年，熊佛西、石炎、伍黎等建立上海戏剧学院实验话剧团。1963年，该剧社隶属于上海市文化局，并且改名为“上海青年话剧团”。1995年1月23日，上海人民艺术剧院和上海青年话剧团合并为“上海话剧艺术中心”。
2021年5月6日，原创话剧《家客》再度回归上海话剧艺术中心舞台，参加上海·静安现代戏剧谷展演。该剧在上海持续上演到5月9日，并在天津、北京、陕西、浙江进行为期一个多月的巡演。